# Битка при Одрин (1365)
Вижте пояснителната страница за други значения на Битка при Одрин.
Битката при Одрин свършва с тактическа победа за османските турци. Тя очертава началото на края на византийското присъствие на Балканите. Веднага след битката, османците местят своята столица от Бурса в Одрин. Това преместване на такова централно място позволява да се организират атаки срещу разпадналите се сили на Сърбия и България. Турците обезопасяват града едва през 1369 г.